# Problèmes globaux
 (mars 2021).
La mise en forme du texte ne suit pas les recommandations de Wikipédia : il faut le « wikifier ».
Les points d'amélioration suivants sont les cas les plus fréquents. Le détail des points à revoir est peut-être précisé sur la page de discussion.
- Les titres sont pré-formatés par le logiciel. Ils ne sont ni en capitales, ni en gras.
- Le texte ne doit pas être écrit en capitales (les noms de famille non plus), ni en gras, ni en italique, ni en « petit »…
- Le gras n'est utilisé que pour surligner le titre de l'article dans l'introduction, une seule fois.
- L'italique est rarement utilisé : mots en langue étrangère, titres d'œuvres, noms de bateaux, etc.
- Les citations ne sont pas en italique mais en corps de texte normal. Elles sont entourées par des guillemets français : « et ».
- Les listes à puces sont à éviter, des paragraphes rédigés étant largement préférés. Les tableaux sont à réserver à la présentation de données structurées (résultats, etc.).
- Les appels de note de bas de page (petits chiffres en exposant, introduits par l'outil «  Source ») sont à placer entre la fin de phrase et le point final[comme ça].
- Les liens internes (vers d'autres articles de Wikipédia) sont à choisir avec parcimonie. Créez des liens vers des articles approfondissant le sujet. Les termes génériques sans rapport avec le sujet sont à éviter, ainsi que les répétitions de liens vers un même terme.
- Les liens externes sont à placer uniquement dans une section « Liens externes », à la fin de l'article. Ces liens sont à choisir avec parcimonie suivant les règles définies. Si un lien sert de source à l'article, son insertion dans le texte est à faire par les notes de bas de page.
- La présentation des références doit suivre les conventions bibliographiques. Il est recommandé d'utiliser les modèles {{Ouvrage}}, {{Chapitre}}, {{Article}}, {{Lien web}} et/ou {{Bibliographie}}. Le mode d'édition visuel peut mettre en forme automatiquement les références.
- Insérer une infobox (cadre d'informations à droite) n'est pas obligatoire pour parachever la mise en page.

Pour une aide détaillée, merci de consulter Aide:Wikification.
Si vous pensez que ces points ont été résolus, vous pouvez retirer ce bandeau et améliorer la mise en forme d'un autre article.
Un problème mondial est tout problème (problème, risque) qui affecte négativement la communauté mondiale et l'environnement, potentiellement de manière catastrophique, y compris les problèmes environnementaux, la crise politique, les problèmes sociaux et la crise économique. Les solutions aux problèmes mondiaux nécessitent généralement une coopération entre les nations.
Hite et Seitz soulignent dans leur livre Global Issues que les problèmes mondiaux sont qualitativement différents des affaires internationales et que les premiers découlent d'interdépendances internationales croissantes qui rendent les questions elles-mêmes interdépendantes. On[Qui ?] suppose que notre interconnexion mondiale, parfois au lieu de nous rendre plus résilients, nous rend plus vulnérables à une catastrophe mondiale.

## La surconsommation

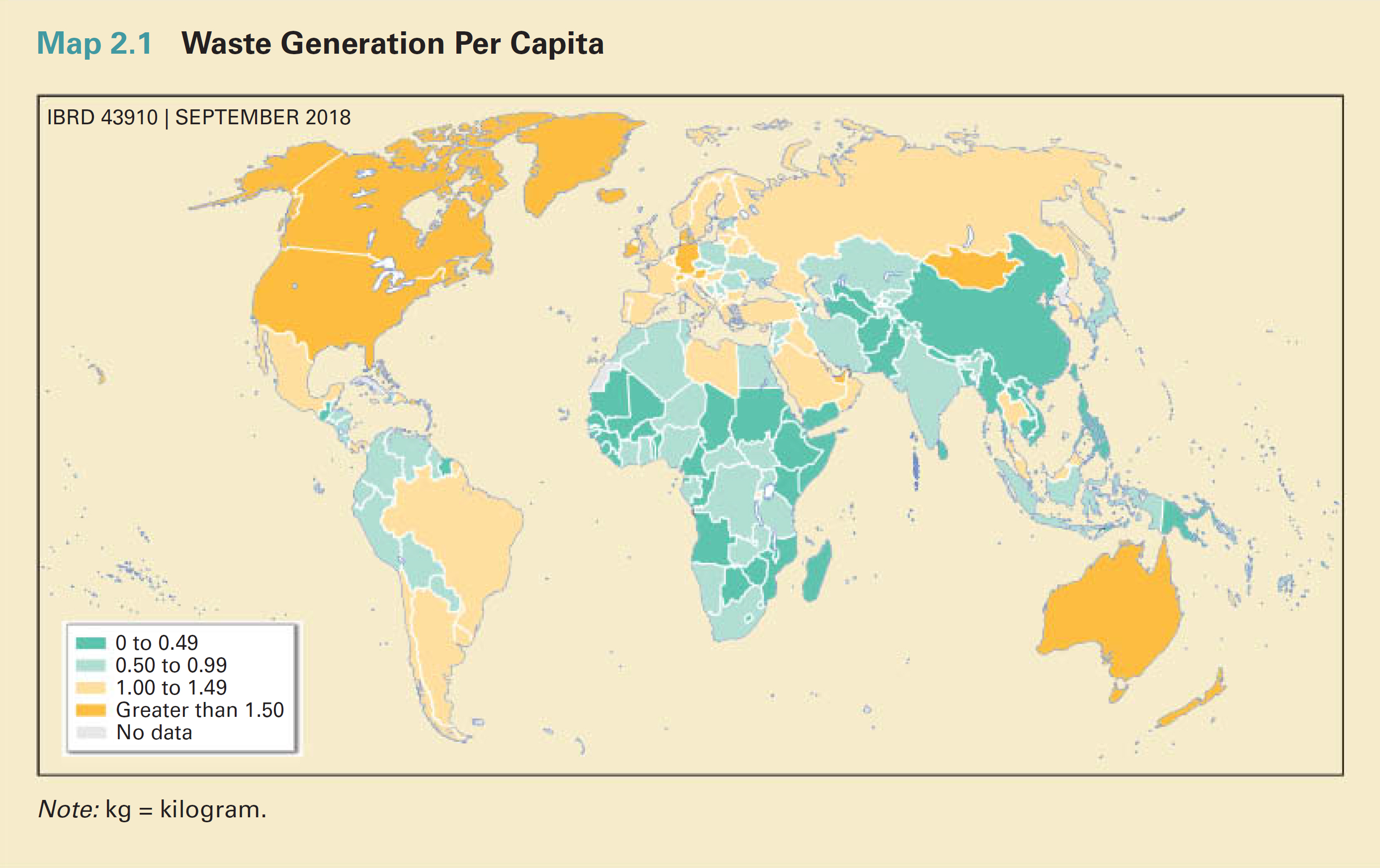
Production de déchets, mesurée en kilogrammes par personne et par jour

La surconsommation est une situation où l'utilisation des ressources a dépassé la capacité durable de l'écosystème. Un schéma prolongé de surconsommation conduit à une dégradation de l'environnement et à la perte éventuelle de réserves de ressources. En général, la discussion sur la surconsommation est parallèle à celle de la surpopulation mondiale ; c'est-à-dire que plus il y a de gens, plus il y a de consommation de matières premières pour survivre. Mais l'impact global de l'humanité sur la planète est affecté par de nombreux facteurs en plus du nombre brut de personnes. Leur mode de vie (y compris la richesse globale et l'utilisation des ressources) et la pollution qu'ils génèrent (y compris l'empreinte carbone ) sont tout aussi importants. Actuellement, les habitants des pays développés du monde consomment des ressources à un rythme presque 32 fois supérieur à ceux des pays en développement, qui constituent la majorité de la population humaine (7,4 milliards de personnes).
Cependant, les pays en développement sont un marché de consommation en croissance. Ces pays gagnent rapidement en pouvoir d'achat, et on s'attend à ce que le Sud de la planète, qui comprend des villes d'Asie, d'Amérique latine et d'Afrique, représente 56% de la croissance de la consommation d'ici 2030. Cela signifie que les taux de consommation plafonneront pour les pays développés et se déplaceront davantage vers ces pays en développement.

## Le réchauffement climatique

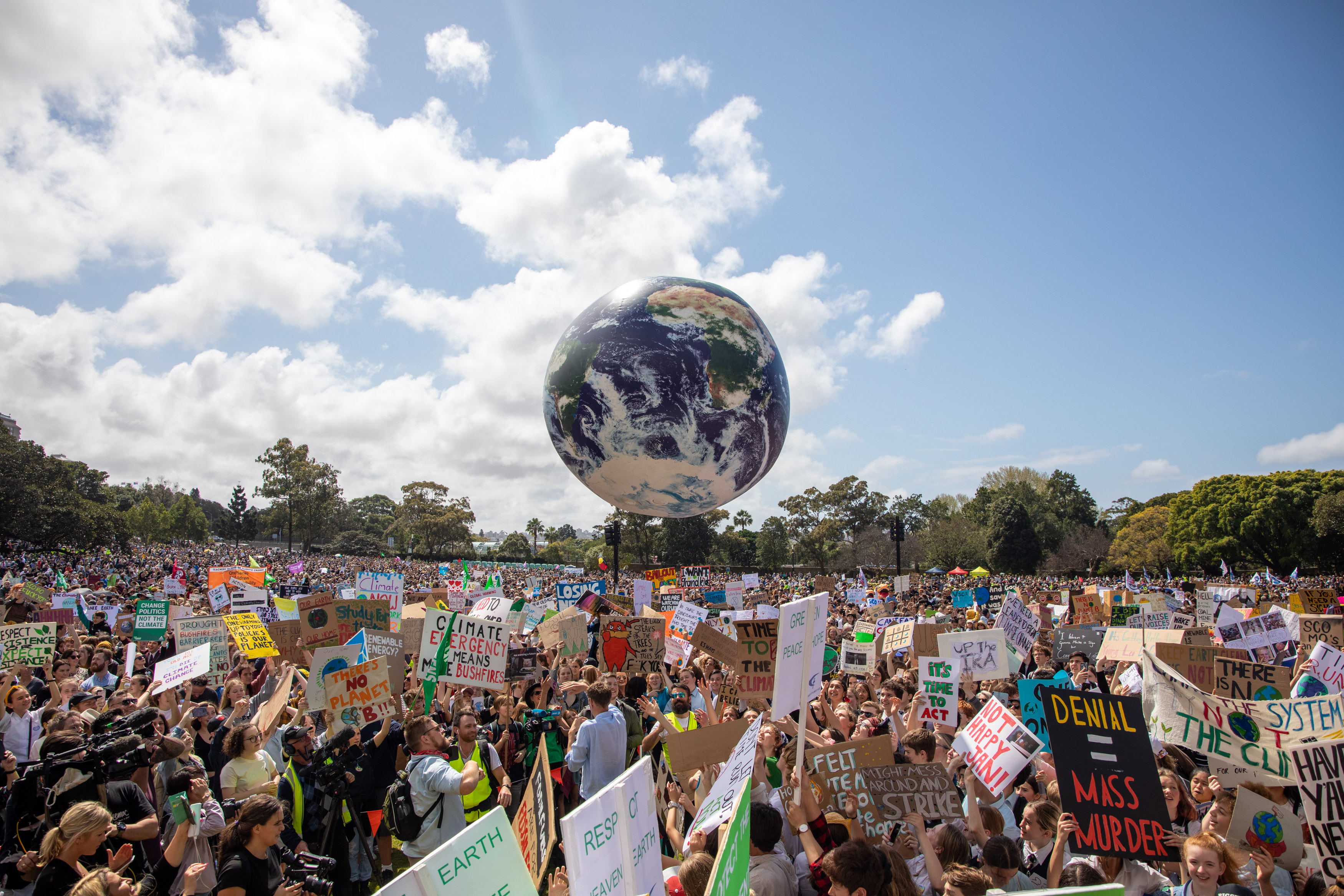
Grève climatique de septembre 2019 à Sydney, Australie

Le réchauffement climatique est une élévation à long terme de la température moyenne du système climatique de la Terre, un aspect du changement climatique mis en évidence par les mesures de température et par les effets multiples du réchauffement. Le terme se réfère généralement au réchauffement principalement d'origine humaine depuis l'époque préindustrielle, et à sa poursuite, bien qu'il y ait eu aussi des périodes beaucoup plus anciennes de réchauffement climatique. Dans le contexte moderne, les termes réchauffement planétaire et changement climatique sont couramment utilisés de manière interchangeable, mais le changement climatique comprend à la fois le réchauffement planétaire et ses effets, tels que les changements dans les précipitations et les impacts qui diffèrent d'une région à l'autre. Bon nombre de modifications climatiques observées depuis les années 1950 sont sans précédent dans les enregistrements de température instrumentale, ainsi que dans les enregistrements de substitution historiques et paléoclimatiques du changement climatique sur des milliers à des millions d'années.
Le changement climatique futur et les impacts associés différeront d'une région à l'autre,. Les effets en cours et prévus comprennent l'élévation du niveau de la mer, l'évolution des précipitations et 
l'expansion des déserts dans les régions subtropicales. On s'attend à ce que le réchauffement futur soit plus important sur la terre que sur les océans et plus grand dans l'Arctique, avec le recul continu des glaciers, du pergélisol et de la banquise. D'autres changements probables comprennent des événements météorologiques extrêmes plus fréquents tels que des vagues de chaleur, des sécheresses, des incendies de forêt, de fortes pluies accompagnées d'inondations et de fortes chutes de neige; l'acidification des océans et l'extinctions massives d'espèces en raison des changements de régimes de température. Les effets importants pour les humains comprennent la menace pour la sécurité alimentaire liée à la baisse des rendements des cultures et l'abandon des zones peuplées en raison de l'élévation du niveau de la mer. La migration des animaux représente une situation grave, les effets du réchauffement climatique perturbent les animaux, leurs habitats et leurs schémas de migration. Des études montrent qu'à l'avenir, des changements se produiront dans la façon dont les animaux se nourrissent dans les micro et macro habitats. Une sélection de ces animaux pourrait devenir des espèces sensibles au changement climatique, par exemple les oiseaux de haute montagne.
Dans la mesure où le système climatique a une grande « inertie » et où les gaz à effet de serre restent longtemps dans l'atmosphère, nombre de ces effets persisteront non seulement pendant des décennies ou des siècles, mais des dizaines de milliers d'années.

Émissions de CO₂ par habitant en fonction de la consommation en 2017

Les réponses sociétales possibles au réchauffement de la planète comprennent l'atténuation par la réduction des émissions, l'adaptation à ses effets, la résilience des systèmes de construction à ses effets et une éventuelle ingénierie climatique future. La plupart des pays ont souscrit à la Convention-cadre des Nations Unies sur les changements climatiques (CCNUCC), dont l'objectif ultime est de prévenir un changement climatique anthropique dangereux. Les parties à la Convention-cadre des Nations unies sur les changements  et que le réchauffement climatique devrait être limité à bien en deçà de 2° C par rapport aux niveaux préindustriels avec des efforts faits pour limiter le réchauffement à 1,5 °C. Certains scientifiques remettent en question la faisabilité de l'adaptation au climat, avec des scénarios d'émissions plus élevées, ou l'objectif de température de deux degrés.
Les réactions du public au réchauffement climatique et les inquiétudes quant à ses effets augmentent également. Un rapport mondial du Pew Research Center de 2015 a montré qu'une médiane de 54% de tous les répondants interrogés le considère comme « un problème très grave ». Des différences régionales importantes existent, les Américains et les Chinois (dont les économies sont responsables des émissions annuelles de CO 2 les plus importantes) apparaissant parmi les pays se sentant les moins concernés.
La plupart de la sélection d'habitats étudiée était affectée par la couverture herbeuse. Un problème en bas de page du réchauffement climatique est l'acidification des océans. C'est un problème aujourd'hui, dans la mesure où les quantités croissantes d'acidité dans les eaux de surface et plus profondes menacent les processus biologiques et biochimiques. L'océan joue un rôle majeur dans la régulation du climat, mais l'acidification des océans n'est pas considérée comme le problème principal en relation avec le réchauffement climatique. Il altère les écosystèmes marins, notamment la destruction d'un large éventail de services écosystémiques marins. Il n’existe aucune politique, internationale ou nationale, pour contribuer à lutter contre l’acidification des océans. Bien qu'il s'agisse d'un problème mondial, l'acidification des océans aura de grands effets le long des côtes et dans les récifs coralliens. Certains pensent que l'acidification des océans peut être traitée par le biais de la CCNUCC, car les changements climatiques provoquent l'acidification des océans en raison de l'augmentation du CO2 dans l'atmosphère, mais certains ne sont pas d'accord. Il y a plusieurs raisons pour lesquelles rien n'a été fait à plus grande échelle contre l'acidification des océans, comme le fait qu'elle n'est pas bien comprise scientifiquement. En outre, les impacts peuvent être ressentis localement, mais le problème est d'ordre mondial et ne peut être traité facilement. Davantage de personnes doivent prendre conscience des problèmes de l'acidification des océans; les récifs coralliens sont en train de blanchir et de plus en plus d'animaux s'éteignent parce qu'un tel environnement ne permet plus aux animaux aquatiques d'y vivre.

## Surpopulation mondiale

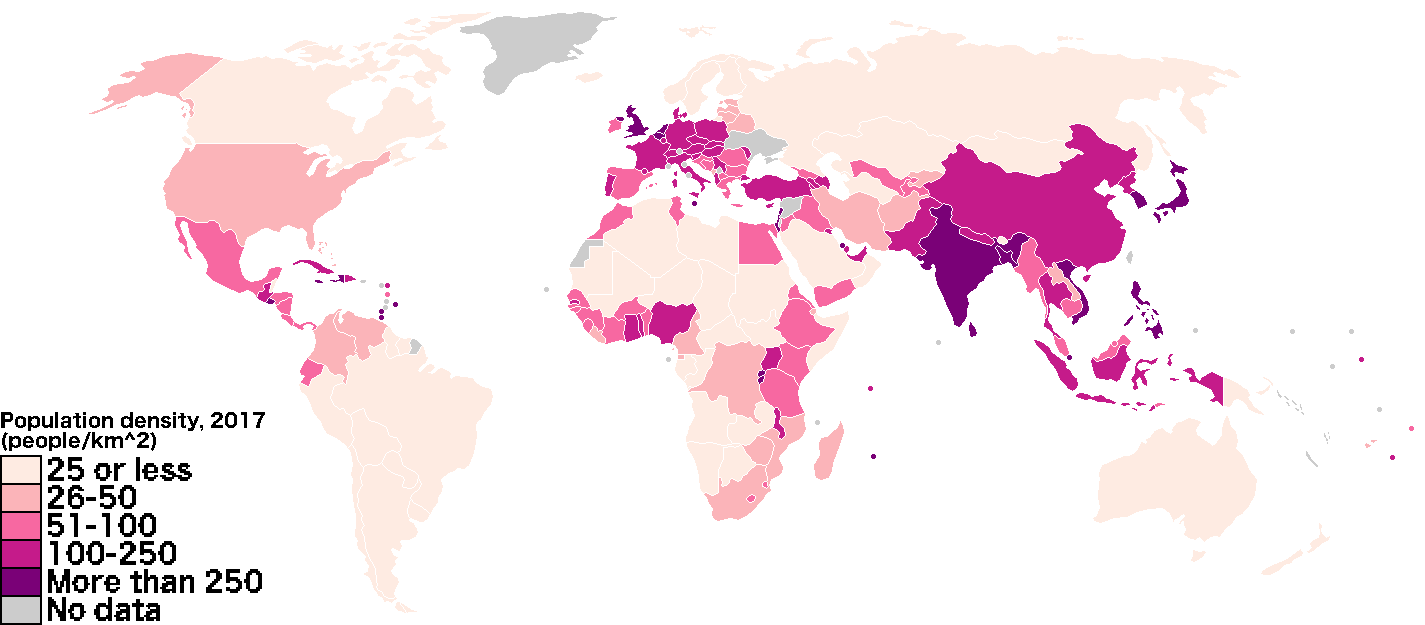
Carte de la densité de population par pays, par kilomètre carré

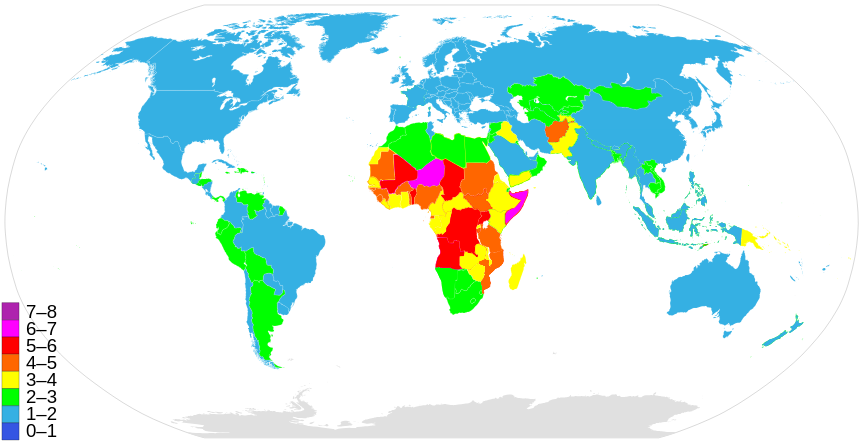
Carte des pays et territoires par taux de fécondité à partir de 2020

La population mondiale est passée de 1 milliard en 1800 à 7,8 milliards en 2020. On s'attend à ce qu'elle continue de croître, et les estimations portent la population totale à 9,8 milliards d'ici la mi-2050. On parle de surpopulation mondiale lorsque l'empreinte écologique de la population mondiale dépasse la capacité de charge de la planète.
L'augmentation rapide de la population mondiale au cours des trois derniers siècles a fait craindre que la planète ne soit pas en mesure de soutenir le nombre futur ou même actuel de ses habitants. La déclaration du panel InterAcademy sur la croissance démographique, vers 1994, a déclaré que de nombreux problèmes environnementaux, tels que l'augmentation des niveaux de dioxyde de carbone atmosphérique, le réchauffement climatique et la pollution, sont aggravés par l'expansion de la population.

## Impact humain sur l'environnement
L'impact humain sur l'environnement (ou l'impact anthropique sur l'environnement) comprend les changements des environnements biophysiques  et des écosystèmes, de la biodiversité et des ressources naturelles , causés directement ou indirectement par l'homme, y compris le réchauffement climatique, dégradation de l'environnement (comme l'acidification des océans  ), extinction massive et perte de biodiversité,,,, crise écologique et effondrement écologique. La modification de l'environnement pour répondre aux besoins de la société a des effets graves, qui s'aggravent à mesure que le problème de la surpopulation persiste. Certaines activités humaines causant des dommages (directs ou indirects) à l'environnement à l'échelle mondiale comprennent la reproduction humaine : la surconsommation, la surexploitation, la pollution et la déforestation, pour n'en citer que quelques-unes. Certains des problèmes, y compris le réchauffement climatique et la perte de la biodiversité, exposent la race humaine à un risque existentiel,, et la surpopulation en est à l'origine. La plupart des gens souffrent de malnutrition dans les pays où la population augmente très rapidement, comme les pays du tiers monde qui n'ont pas accès aux méthodes de contraception ou à la planification familiale. La surpopulation est un problème croissant : en effet, si la population croît à un taux de croissance de 1,2%, la population devrait doubler en 60 ans, pour atteindre 14 milliards de personnes. On pense que la capacité de charge de la Terre sera d'environ 14 milliards de personnes en raison des pénuries alimentaires que la plupart de la population mondiale connaît déjà. Plus de 66% de celle ci souffre de malnutrition ou de faim, selon l'Organisation mondiale de la santé. En 1950, seulement 20% de la population mondiale était sous-alimentée ou affamée ; le pourcentage a plus que triplé, ce qui est alarmant. Les ressources naturelles qui deviennent extrêmement faibles en raison de la surexploitation sont : pétrole, gaz naturel et charbon. Une fois ces ressources épuisées, la population de la planète pourrait passer de 14 milliards à 2 milliards. Il est important que les humains commencent à recycler et à réduire la quantité de ressources naturelles utilisées car c'est ainsi que nous pouvons espérer prolonger la qualité et la durabilité de la vie sur terre.

## La pénurie d'eau
La pénurie d'eau est le manque de ressources en eau douce pour répondre à la demande en eau. Elle affecte tous les continents et a été répertorié en 2019 par le Forum économique mondial comme l'un des plus grands risques mondiaux en termes d'impact potentiel au cours de la prochaine décennie. Elle se manifeste par une satisfaction partielle ou inexistante de la demande exprimée, une concurrence économique pour la quantité ou la qualité de l'eau, des différends entre utilisateurs, un épuisement irréversible des eaux souterraines et des impacts négatifs sur l'environnement. Un tiers de la population mondiale (2 milliards de personnes) vit dans des conditions de pénurie d'eau sévère au moins 1 mois par an,,. Un demi-milliard de personnes dans le monde sont confrontées à une grave pénurie d'eau toute l'année. La moitié des plus grandes villes du monde souffre de pénurie d'eau.

## Surveillance de masse
La surveillance de masse est considérée comme un problème mondial. La surveillance de masse a souvent été citée comme nécessaire pour lutter contre le terrorisme, prévenir la criminalité et les troubles sociaux, protéger la sécurité nationale et contrôler la population. À l'inverse, la surveillance de masse a également souvent été critiquée pour violer les droits à la vie privée, limiter les droits et libertés civils et politiques et être illégale dans certains systèmes juridiques ou constitutionnels. Une autre critique est que l'augmentation de la surveillance de masse pourrait conduire au développement d'un État de surveillance ou d'un État de police électronique où les libertés civiles sont enfreintes et où la dissidence politique est sapée par des programmes de type COINTELPRO. Un tel État pourrait être qualifié d’État totalitaire.

## Problèmes mondiaux liés aux conflits

### Course aux armements de l'intelligence artificielle
Une course aux armements de l'intelligence artificielle est une compétition entre deux ou plusieurs États pour doter ses forces militaires de la meilleure « intelligence artificielle » (IA). Depuis le milieu des années 2010, de nombreux analystes affirment qu'une telle course mondiale aux armements pour une meilleure intelligence artificielle a déjà commencé.
Selon Siemens, les dépenses militaires mondiales en robotique étaient de 5,1 milliards de dollars EU en 2010 et de 7,5 milliards de dollars EU en 2015,.
La Chine est devenue un acteur majeur de la recherche sur l'intelligence artificielle dans les années 2010. Selon le Financial Times, en 2016, pour la première fois, la Chine a publié plus d'articles sur l'IA que l'ensemble de l'Union européenne. Limitée au nombre d'articles sur l'IA dans les 5% des articles cités les plus riches, la Chine a dépassé les États-Unis en 2016, mais a pris du retard par rapport à l'Union européenne. 23% des chercheurs présents à la conférence 2017 de l'American Association for the Advancement of Artificial Intelligence (AAAI) étaient chinois. Eric Schmidt, l'ancien président d'Alphabet, a prédit que la Chine serait le premier pays de l'IA d'ici 2025.
| Pays représentés | en 2012 | en 2017 |
| ---------------- | ------- | ------- |
| États-Unis       | 41%     | 34%     |
| Chine            | 10%     | 23%     |
| Royaume-Uni      | 5%      | 5%      |
| Singapour        | 4%      | 2%      |

### Prolifération nucléaire

Vote de l'ONU sur l'adoption du Traité sur l'interdiction des armes nucléaires le 7 juillet 2017

La prolifération nucléaire est la propagation des armes nucléaires, des matières fissiles et des technologies et informations nucléaires applicables aux armes à des pays non reconnus comme des << États dotés d'armes nucléaires >> par le Traité sur la non-prolifération des armes nucléaires (TNP), communément appelé -Traité de prolifération ou TNP. La prolifération a été combattue par de nombreux pays avec et sans armes nucléaires, car les gouvernements craignent que davantage de pays dotés d'armes nucléaires augmentent la possibilité d'une guerre nucléaire (jusqu'à et y compris le soi-disant concept de « contre-valeur » ciblant les civils avec des armes nucléaires),de déstabilisation des relations internationales ou régionales, ou le risque d'empiéter sur la souveraineté nationale des États.
Outre les cinq États dotés d'armes nucléaires reconnus, quatre pays ont acquis ou sont soupçonnés d'avoir acquis des armes nucléaires: l'Inde, le Pakistan, la Corée du Nord et Israël. Aucun de ces quatre pays n'est partie au TNP, bien que Corée du Nord ait adhéré au TNP en 1985, puis s'est retirée en 2003 et a effectué des essais nucléaires annoncés en 2006, 2009, 2013, 2016 et 2017. Une critique du TNP est que le traité est discriminatoire en ce sens que seuls les pays qui ont testé des armes nucléaires avant 1968 sont reconnus comme des États dotés d'armes nucléaires, tandis que tous les autres États sont traités comme des États non dotés d'armes nucléaires qui ne peuvent adhérer au traité que s'ls abandonnent les armes nucléaires.

### Armes de destruction massive
Une arme de destruction massive (ADM) est une arme nucléaire, radiologique, chimique, biologique ou toute autre arme qui peut tuer et causer des dommages importants à un grand nombre d'êtres humains ou causer de graves dommages aux structures artificielles (par exemple, les bâtiments), les structures naturelles (par exemple, les montagnes) ou la biosphère. La portée et l'usage du terme ont évolué et ont été contestés, signifiant souvent plus politiquement que techniquement. Initialement inventé en référence aux bombardements aériens avec des explosifs chimiques pendant la Seconde Guerre mondiale, il en est venu plus tard à faire référence à des armes à grande échelle d'autres technologies, telles que chimiques, biologiques, radiologiques ou nucléaires.

### Holocauste nucléaire
Un holocauste nucléaire, une apocalypse nucléaire ou un holocauste atomique est un scénario théorique impliquant une destruction généralisée et des retombées radioactives provoquant l'effondrement de la civilisation, grâce à l'utilisation d'armes nucléaires. Dans un tel scénario, une partie ou la totalité de la Terre est rendue inhabitable par la guerre nucléaire lors de futures guerres mondiales.
Outre la destruction immédiate des villes par des explosions nucléaires, les conséquences potentielles d'une guerre nucléaire pourraient impliquer des tempêtes de feu, un hiver nucléaire, des maladies généralisées liées aux rayonnements, et la perte temporaire d'une grande partie de la technologie moderne à cause des impulsions électromagnétiques. Certains scientifiques, comme Alan Robock, ont émis l'hypothèse qu'une guerre thermonucléaire pourrait entraîner la fin de la civilisation moderne sur Terre, en partie à cause d'un hiver nucléaire de longue durée. Dans une hypothèse avancée, la température moyenne de la Terre après une guerre thermonucléaire totale diminue pendant plusieurs années de 7 à 8 degrés Celsius en moyenne.

### Potentiel pour la troisième guerre mondiale

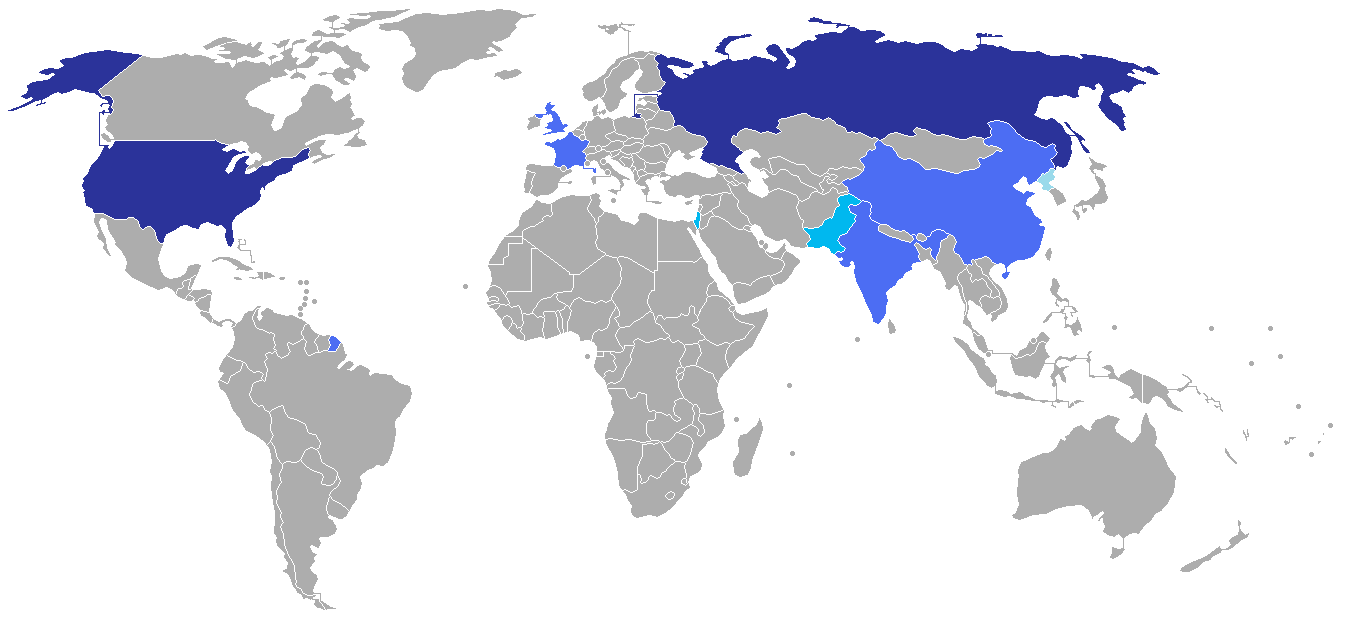
Grand stock d'armes nucléaires avec portée mondiale (bleu foncé), plus petit stock avec portée mondiale (bleu moyen)

World War III (ou WWIII WW3) et la troisième guerre mondiale sont des noms donnés à un hypothétique troisième conflit militaire à grande échelle dans le monde entier après la Première Guerre mondiale et la Seconde Guerre mondiale. Le terme est utilisé dès 1941. Certains l'ont appliqué vaguement pour faire référence à des conflits limités ou plus petits tels que la guerre froide ou la guerre contre le terrorisme, tandis que d'autres partaient du principe qu'un tel conflit dépasserait les deux guerres mondiales antérieures, à la fois du point de vue de sa portée généralisée et de son impact destructeur global.
En raison du développement et de l'utilisation des armes nucléaires vers la fin de la Seconde Guerre mondiale et de leur acquisition et déploiement ultérieurs par de nombreux pays, le risque d'une destruction nucléaire de la civilisation et de la vie de la Terre est un thème commun dans les spéculations sur une troisième guerre mondiale. Une autre préoccupation majeure est que la guerre biologique pourrait causer un très grand nombre de victimes, intentionnellement ou par inadvertance, par la libération accidentelle d'un agent biologique, la mutation inattendue d'un agent ou son adaptation à d'autres espèces après utilisation. Des événements apocalyptiques à grande échelle comme ceux-ci, causés par une technologie de pointe utilisée pour la destruction, pourraient potentiellement rendre la surface de la Terre inhabitable.
Avant le début de la Seconde Guerre mondiale, on croyait que la Première Guerre mondiale (1914-1918) était « la guerre pour mettre fin à toutes les guerres », car on croyait généralement qu'il ne pourrait plus jamais y avoir de conflit mondial de ce genre et d'une telle ampleur. Pendant l'entre-deux-guerres, la Première Guerre mondiale était généralement appelée simplement «la Grande Guerre». Le déclenchement de la Seconde Guerre mondiale en 1939 a réfuté l'espoir que l'humanité aurait déjà «dépassé» la nécessité de telles guerres mondiales généralisées.
Avec l'avènement de la guerre froide en 1945 et la diffusion de la technologie des armes nucléaires en Union soviétique, la possibilité d'un troisième conflit mondial est devenue plus plausible. Pendant les années de la guerre froide, la possibilité d'une troisième guerre mondiale était anticipée et planifiée par les autorités militaires et civiles de nombreux pays. Les scénarios allaient de la guerre conventionnelle à la guerre nucléaire limitée ou totale. Au plus fort de la guerre froide, un scénario appelé destruction mutuellement assurée ("MAD") avait été calculé et avait déterminé qu'une confrontation nucléaire totale détruirait très certainement la totalité ou la quasi-totalité de la vie humaine sur la planète.

## Risque catastrophique mondial
Un risque catastrophique mondial est un événement futur hypothétique qui pourrait nuire au bien-être humain à l'échelle mondiale, ou même paralyser ou détruire la civilisation moderne. Un événement qui pourrait provoquer l'extinction humaine ou réduire de façon permanente et drastique le potentiel de l'humanité est connu comme un risque existentiel.
Les risques catastrophiques mondiaux potentiels comprennent les risques anthropiques, causés par l'homme (technologie, gouvernance, changement climatique) et les risques naturels ou externes. Des exemples de risques technologiques sont l' intelligence artificielle hostile et la biotechnologie destructrice ou la nanotechnologie . Une gouvernance mondiale insuffisante ou malveillante crée des risques dans le domaine social et politique, comme une guerre mondiale, y compris l'holocauste nucléaire, le bioterrorisme utilisant des organismes génétiquement modifiés, le cyberterrorisme détruisant des infrastructures critiques comme le réseau électrique, ou l'incapacité à gérer une pandémie naturelle. Les problèmes et les risques dans le domaine de la gouvernance du système terrestre comprennent le réchauffement climatique, la dégradation de l'environnement, y compris l'extinction des espèces, la famine due à une répartition non équitable des ressources, la surpopulation humaine, les mauvaises récoltes et une agriculture non durable. Des exemples de risques non anthropiques sont un événement d’impact d’astéroïde, une éruption supervolcanique, un sursaut de rayons gamma mortel, une tempête géomagnétique détruisant un équipement électronique, un changement climatique naturel à long terme, une vie extraterrestre hostile ou le Soleil se transformant en une étoile géante rouge engloutissant la Terre(lointain).

## La perception et le traitement de ces questions par la civilisation
Un tissu complexe de mécanismes économiques, de motivations éthiques, d'incitations sociétales, de coordination internationale, de structures téléologiques nationales, d'organisations internationales, de moyens technologiques, de concurrence entre les groupes, de communication et plus encore a été conçu et est apparu dans la civilisation humaine mondiale qui vise ou traite efficacement de tels problèmes.
En 2021, un groupe de 17 écologistes de haut rang a publié un article de Perspective passant en revue les recherches et les données qui indiquent que les conditions environnementales futures seront "beaucoup plus dangereuses qu'on ne le croit actuellement", et concluent que les défis actuels auxquels l' humanité est confrontée - lorsqu'ils sont considérés individuellement - sont énormes et que des changements socioéconomiques fondamentaux sont nécessaires. Dans le document en grande partie statique qui a été publié par une revue scientifique, le petit groupe énumère quelques-uns de ces changements lui apparaissant comme adéquats ou nécessaires, sous la forme de descriptions très brèves et larges,,.